# 権上康男
権上 康男（ごんじょう やすお、1941年2月13日 - 2021年11月11日）は、日本の西洋経済史学者、横浜国立大学名誉教授。
神奈川県川崎市出身。1964年横浜国立大学経済学部卒、1972年東京大学大学院経済学研究科理論経済学・経済史学博士課程満期退学、1972年横浜国立大学経済学部助教授、1983年教授、2006年定年退官、名誉教授。1999年『フランス資本主義と中央銀行　フランス銀行近代化の歴史』で日経・経済図書文化賞受賞。フランス経済史が専門。2019年、瑞宝中綬章受章。2021年11月11日死去。叙正四位。

## 著書
- 『フランス帝国主義とアジア インドシナ銀行史研究』東京大学出版会 1985
- 『フランス資本主義と中央銀行 フランス銀行近代化の歴史』東京大学出版会 1999
- 『通貨統合の歴史的起源 資本主義世界の大転換とヨーロッパの選択』日本経済評論社 横浜商科大学学術叢書　2013

### 共著・編著
- 『20世紀資本主義の生成 自由と組織化』大森弘喜,広田明共著 東京大学出版会 1996
- 『新自由主義と戦後資本主義 欧米における歴史的経験』編著 日本経済評論社 2006

### 翻訳
- ジャン・ブーヴィエ『フランス帝国主義研究 一九、二〇世紀』中原嘉子共訳 御茶の水書房 1974
- ミッシェル・マルゲラズ『20世紀フランス資本主義史論 国家・経済・社会』廣田功共訳 日本経済評論社 2004

## 論文
- ＜権上康男